# Brenna (Pologne)
Pour les articles homonymes, voir Brenna (homonymie).
Brenna est une localité polonaise et siège de la gmina du même nom, située dans le powiat de Cieszyn en voïvodie de Silésie.